# The Fame
The Fame é o álbum de estreia da artista musical estadunidense Lady Gaga. O seu lançamento ocorreu em 19 de agosto de 2008, através da Interscope Records. Depois de ter recebido três obras feitas por Gaga e Rob Fusari, Vincent Herbert decidiu contratá-la para a Streamline Records, selo da Interscope Records. Posteriormente, ela assinou um contrato publicitário com a Sony/ATV Music Publishing e escreveu canções para diversos artistas, como Britney Spears e Fergie. O cantor Akon reconheceu suas habilidades vocais e convenceu Jimmy Iovine, CEO da Interscope Geffen A&M, a formar um acordo de união para tê-la também contratada na sua própria gravadora, a Kon Live Distribution. Ela iniciou o desenvolvimento de seu primeiro disco com diferentes produtores, RedOne, Martin Kierszenbaum, Space Cowboy e Brian & Josh, além de Fusari. Musicalmente, The Fame é um álbum derivado de gêneros como electropop e synthpop, apresentando influências proeminentes do pop dos anos 80. Liricamente, visualiza a visão da cantora sobre a fama em geral e lida com outros assuntos, como amor, sexo, dinheiro, drogas e identidade sexual.
The Fame recebeu análises geralmente positivas dos críticos musicais, que prezaram seu conteúdo lírico, sua produção, e as habilidades musicais e vocais da artista, enquanto compararam sua voz com a de Gwen Stefani. Consequentemente, foi listado pela Rolling Stone entre os 100 maiores álbuns de estreia de todos os tempos, recebeu a condecoração de Melhor Álbum Internacional nos Brit Awards de 2010 e foi indicado em seis categorias nos Grammy Awards de 2009 e 2010, vencendo a de Melhor Álbum de Dance ou Eletrônica. 
Obteve um desempenho comercial bastante positivo, atingindo a liderança das tabelas musicais de países como Alemanha, Canadá, Irlanda, Suíça e Reino Unido. Nos Estados Unidos, conseguiu posicionar-se na vice-liderança da Billboard 200 depois de sessenta e duas semanas; adicionalmente, converteu-se no cume da Dance/Electronic Albums por 106 semanas não-consecutivas, sendo o disco que permaneceu por maior tempo na primeira posição do periódico. Concluiu 2009 como o quinto álbum mais comprado do ano no país, número que atualmente já ultrapassa mais de seis milhões de unidades. Em âmbito global, foi o quinto mais vendido em 2009, e registra vendas superiores a 15 milhões de cópias.
Seu dois singles iniciais, "Just Dance" e "Poker Face", atingiram o topo da parada Billboard Hot 100 e foram certificados como diamante pela Recording Industry Association of America (RIAA) por vender dez milhões de cópias apenas em solo estadunidense. "Eh, Eh (Nothing Else I Can Say)" recebeu um lançamento limitado e, consequentemente, obteve um desempenho comercial moderado. Já "LoveGame" e "Paparazzi", as duas últimas músicas de trabalho, conseguiram posicionar-se de forma positiva nas tabelas musicais. "Beautiful, Dirty, Rich" recebeu lançamento de promocional, e registrou entrada em paradas musicais estadunidenses e britânicas. Em divulgação ao disco, a artista apresentou-se em diversos programas televisivos, embarcou na turnê The Fame Ball Tour (2009) e incluiu-o como um CD bônus da edição deluxe de seu terceiro extended play (EP) The Fame Monster (2009). Em retrospecto, a mídia prezou a ousadia de Gaga em lançar um álbum pop numa época em que o R&B e o hip hop dominavam a música mundial, além de creditar a obra por redefinir e popularizar uma vertente mais dançante do gênero no cenário mainstream dos fim dos anos 2000 e início da década de 2010 e influenciar a imagem e sonoridade de diversos artistas.

## Antecedentes e desenvolvimento
Em algumas tentativas de se inserir no meio musical, em março de 2006, Lady Gaga conheceu o produtor musical e caça talentos Rob Fusari, conhecido por trabalhos com artistas como Britney Spears e as Destiny's Child, com quem viria desenvolver um relacionamento amoroso em pouco depois. Após algumas conversas e tentativas, os dois criaram juntos uma companhia chamada Team Lovechild, na qual eles gravavam e produziam cinco faixas electropop para enviá-las à executivos da indústria musical; "Paparazzi", "Dirty Ice Cream", "Beautiful, Dirty, Rich", "Summerboy", "Fever". No mesmo ano, Joshua Sarubin, presidente da A&R da Def Jam Recordings, respondeu de forma positiva à uma das canções enviadas pela dupla e fez com que a gravadora concedesse uma chance à performance "incomum e provocativa" da cantora. Após a concordância do chefe executivo da Def Jam Antonio "L.A." Reid, Gaga foi contratada pelo selo em setembro de 2006, com a intenção de desenvolver um disco em nove meses. Entretanto, ela foi demitida da editora três meses depois. Após o infeliz episódio e ver suas possibilidades se esvaírem, a cantora foi se tornando cada vez mais experimental. Encantada com shows que assistia em bares, Gaga decidiu aderir àquela forma de apresentações performáticas com os shows neo-burlescos e go-go dancing, vestida com pouco mais que um biquíni, conforme explicado pela mesma; "À medida que fui ficando mais velha, o show ficou mais exagerado. Eu dançava na frente de 15 pessoas que não sabiam quem eu era, mas sou uma pessoa destemida, embora eu estremeça agora quando olho para trás e vejo como eu era ingênua".

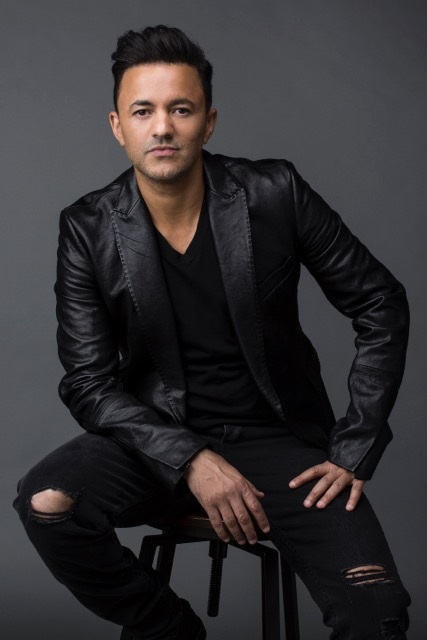
RedOne (foto em 2017) produziu uma grande parte de The Fame.

No ano seguinte, ela conheceu Lady Starlight, que ajudou-a a montar sua personalidade nos palcos e, mais tarde, ambas foram convidadas para se apresentar no festival de música Lollapalooza, ocorrido em agosto daquele ano, marcando a primeira vez em que Gaga conseguiu apresentar-se para um grande público com as canções que tanto queria mostrar para o mundo. Na ocasião um extended play (EP) intitulado Kandy Life contendo 5 músicas em suas versões demonstrativas foi distribuído ou vendido como forma de divulga-la para o público. A lista de faixas era composta por "Beautiful, Dirty, Rich", "Wonderful", "Kandy Life", "Brown Eyes" e "Disco Heaven". Paralelamente, Fusari enviou diversas dessas canções a seu amigo, produtor e executivo de gravações Vincent Herbert. A contratação de Lady Gaga foi instantânea pelo selo Streamline Records, uma marca da Interscope Records que não hesitou em recebê-la. Gaga creditou Herbert como o homem que descobriu-a: "Eu realmente sinto que nós fizemos a história do pop, e vamos continuar fazendo". Tendo servindo como uma compositora aprendiz sob um estágio na Famous Music Publishing, que foi adquirida pela Sony/ATV Music Publishing, a artista assinou um contrato publicitário com a Sony/ATV. Como resultado, ela foi selecionada para escrever canções para Spears e seus colegas de gravadora New Kids on the Block, Fergie e The Pussycat Dolls.
Enquanto Gaga compunha na Interscope, Akon reconheceu suas habilidades vocais, onde ela cantou uma referência vocal para uma de suas faixas em estúdio. O cantor convenceu o presidente e chefe executivo da Interscope Geffen A&M Jimmy Iovine a formar um acordo de união para tê-la também contratada na sua própria gravadora, a Kon Live Distribution. Em 2008, a intérprete mudou-se para Los Angeles, Califórnia, a fim de trabalhar extensivamente com sua gravadora para completar seu material de estreia, criando sua própria equipe de criação chamada Haus of Gaga, inspirada pela The Factory, de Andy Warhol. Nesse período, vários produtores estiveram envolvidos no desenvolvimento do projeto, como Martin Kierszenbaum, RedOne, Space Cowboy, Rob Fusari, Brian Kierulf e Joshua Michael Schwartz. Em entrevista para a MTV UK, Gaga disse que trabalhou no álbum durante dois anos e meio e completou metade dele durante a primeira semana de janeiro de 2008. Além de escrever as letras, ela trabalhou nas melodias, nos instrumentos e nos sintetizadores com RedOne.

## Conceito, arte e lançamento
Depois que fizemos a sessão de fotos, ela me convidou para ir a uma de suas apresentações. Naquela noite fui para os bastidores. Ela estava sentada sozinha em seu camarim, se preparando, e eu mostrei a ela as fotos. Enquanto passávamos por todas as fotos, ela apontou para uma e disse: 'Vá buscar meu empresário'. Quando seu empresário entrou no camarim, ela disse: 'É isso! Essa é a capa do meu álbum. Eu quero isso para a capa do meu álbum. Esta é quem é Lady Gaga'.

—O fotógrafo Pieter Henket relatando como foi o momento da escolha da capa de The Fame.
Sobre o título e o conceito do disco, Gaga comentou: "The Fame é sobre como qualquer pessoa pode se sentir famosa. (...) A cultura pop é arte. Você não é legal se odiar a cultura pop, então eu abracei-a e você a ouve ao longo de The Fame. Mas é uma fama compartilhavel. Eu quero convidar todos para a festa. Eu queria que as pessoas se sintam como parte desse estilo de vida". Posteriormente, a cantora classificou as ideias por trás de The Fame e suas inspirações e visões para o trabalho. Ela acreditou que a coisa mais importante que faltava na música pop contemporânea era a combinação da imagem visual do artista com a música. Gaga incorporou teatro em suas apresentações das canções do álbum. A artista esperava que as pessoas tomassem conhecimento da arte da performance, a qual ela estava tentando trazer de volta com o disco e sua música.
A ideia inicial da capa foi desenhada pela própria intérprete numa tentativa de misturar elementos pop dos quais ela havia se inspirado para o álbum. De acordo com a própria, a intenção era retratar o visual de uma artista já estabelecida, uma vez que ela já fazia música há muito tempo antes do lançamento do projeto. As fotos utilizadas na capa e contra capa foram realizadas no dia 19 de maio de 2008 durante um ensaio realizado pelo fotógrafo holandês Pieter Henket. Originalmente o ensaio foi realizado para ser uma sessão promocional, porém quando Gaga viu as imagens, decidiu mantê-las no encarte do disco, escolhendo qual ilustraria a capa naquele momento; Com foco em seu rosto, na imagem ela aparece com seus óculos de cristal. Uma fonte didone é usada para escrever o nome da cantora, semelhante às usadas nas capas das revistas Vogue, Elle e Harper's Bazaar. A referência aos anos 1980 também pode ser notada na fonte usada para escrever o nome do disco, que é semelhante à usada na capa de Purple Rain (1984), de Prince. O texto na edição estadunidense é vermelho em vez de azul, e a imagem tem um leve tom vermelho. A capa oficial de The Fame foi divulgada por Gaga através de seu perfil na plataforma musical MySpace.
O álbum teve seu lançamento oficial no dia 19 de agosto de 2008 apenas no Canadá, seguindo por sua liberação na Austrália em 5 de setembro.. Nos Estados Unidos, foi liberado no dia 28 de outubro contendo algumas alterações, com acréscimos e exclusões de faixas, além de uma mudança na cor da fonte do nome 'Lady Gaga', agora em vermelho. Sua lista de faixas pretendia ter para cada localidade uma mudança na oitava canção. "Money Honey" apareceu na versão canadense, "Starstruck" na versão estadunidense, e no lançamento europeu "Vanity" foi planejada mas acabou sendo removida das versões finais. Em uma edição limitada super especial, um USB personalizado foi lançado com 24 faixas, incluindo as canções do álbum e remixes, 4 videoclipes e conteúdos exclusivos. Para o aniversário de 10 anos da obra a edição foi relançada contendo conteúdos de The Fame Monster. A canção "Disco Heaven" foi inclusa como número bônus na versão digital estadunidense e na versão física de alguns países como o Brasil. Uma terceira versão foi liberada na Irlanda e no Reino Unido em 9 e 12 de janeiro de 2009, com mais algumas modificações na lista de faixas. Como exclusivo da loja de música online Rhapsody, "Vanity" foi incluído para download digital exclusivo. A HMV comercializou o disco com uma slipcase exclusiva com uma capa e uma lista de faixas diferente, incluindo todas as músicas das edições anteriores (exceto remixes) e conteúdo exclusivo para o computador.

## Estrutura musical
Musicalmente, The Fame é um álbum derivado de gêneros como electropop e synthpop, enquanto atrai influências proeminentes da música pop dos anos 1980. Apesar disso, muitas de suas músicas exibem grandes refêrencias de cantoras como Madonna, Grace Jones, Cher e Cyndi Lauper e músicos de glam rock do final dos anos 1970, como Elton John, David Bowie e Queen, artistas que Gaga sempre deixou claro ter grande admiração e inspiração. Liricamente, suas canções são sobre a fama, amores doentios e corações partidos, Gaga canalizou muito de suas experiências no disco, sendo literalmente a história de sua busca determinada para alcançar o estrelato. The Fame abre-se com "Just Dance". Iniciando-se com uma batida dialógica do R&B, a faixa é uma ode à tranquilidade e ao divertimento, visto que gira em torno de um grupo de pessoas embriagadas em uma boate e que não se lembram do que realmente aconteceu. Gaga incisivamente repete "apenas dance, tudo vai ficar bem", cuja frase é perscruta por batidas mascaradas de hip hop em contrapartida a própria música dance do início dos anos 2000, incluindo os arranjos vocais ao mesmo tempo exuberantes e suaves. A seguinte é "LoveGame", cuja letra fala sobre a atração e posterior encontro sexual com um estranho em uma boate e se destaca por incorporar o termo disco stick (eufemismo usado por Gaga no álbum para referir-se ao pênis): sua melodia cativante deixa de lado a influência R&B e preza pelo electropop, criando uma atmosfera envolvente e sexualmente tensa que conversa com o próprio tema do projeto. "Paparazzi", faixa de electropop de tempo médio, não apenas disserta sobre ambição, mas fala sobre como o desespero e a obsessão podem ser mortais, tanto para aquele que sofre quanto para aquele que causa. O trecho; "eu irei te seguir até você me amar" é praticamente uma súplica religiosa de alguém que não pôde lidar com a dor de ser rejeitado ou ter tido seus sentimentos menosprezados. Com linhas que podem também serem interpretadas como um louvor à fama que empresta o nome ao título do álbum, a narrativa mostra o lado obscuro das relações entre fãs e celebridades e de como esse amor doentio insurge como uma ruína incontrolável.
"Poker Face", a quarta pista, é uma mescla de electropop e dance-pop. O seu lirismo narra as múltiplas faces de uma mulher – no caso, alguém cuja expressividade blasé não pode ser decifrada por aquele que tenta seduzi-la. Entretanto, esse ideal vai muito além do que diz a superfície, visto que relaciona-se inclusive com a própria história de Gaga, cuja bissexualidade admitida era outrora mascarada por seu enigmático comportamento. The Fame prossegue com "Beautiful, Dirty, Rich"; uma música ao estilo dance-pop e synth-pop dos anos 1980. Em termos líricos, fala sobre o início da intérprete como uma artista underground em Nova Iorque. A cantora faz questão de declarar repetidas vezes que a única coisa que realmente precisa é de forças para alcançar o que quer, independente se terá o apoio de outros ou não. Ao mesmo tempo em que deixa clara essa posição, Gaga também submete-se àquilo que não quer definitivamente como "meios para um fim". "Eh, Eh (Nothing Else I Can Say)" é uma melodia mista entre blues e pop que basicamente fala sobre desapego. A frase que abre a composição: "Tivemos um ótimo momento, e eu desejo o melhor no seu caminho", mostra que o eu lírico, após ter encontrado uma grave decepção e sua mais mortal nêmesis, finalmente conseguiu deixar o causador de tudo ir embora — não especificando ao certo se esse "causador" é ele mesmo ou outra pessoa. A música título do álbum, une funk e pop em linhas que induzem o ouvinte a não se importar em ter qualquer status de reconhecimento, e sim obter seu próprio reconhecimento interior baseado em seu estilo pessoal.
Segue-se, então, "Money Honey", uma faixa techno moderada que discorre de uma forma divertida e comovente sobre a linha tênue entre dinheiro, amor e sexo. "Starstruck" apresenta a participação especial de Space Cowboy e Flo Rida e é um dance pop com influências de R&B, enquanto suas letras celebra os aspectos mais brandos e efêmeros da fama. "Boys, Boys, Boys" é uma faixa dance-pop e synthpop, na qual Gaga expressa sua adoração por caras rebeldes com aparência de roqueiro. Segunda a cantora, a música foi inspirada por um de seus ex-namorados, Lüc Carl e pela canção "Girls, Girls, Girls", gravada por Mötley Crüe. A seguinte é "Paper Gangsta"; musicalmente, combina pop e R&B de tempo médio em que relata não querer sair com o típico garoto rico que usa de seu dinheiro para conquistar o amor de uma garota. A décima oitava obra, "Disco Heaven", apresenta origens estilísticas da música disco. Suas letras descrevem os dias que Gaga teve com Lady Starlight, na época que se apresentavam juntas com a Lady Gaga & The Starlight Revue em Nova Iorque. "Brown Eyes" é a sua próxima faixa. Trata-se de uma balada, com influências de country, em que ela narra seu envolvimento amoroso por alguém de olhos castanhos. Em "I Like It Rough", número electropop e dance-pop, Gaga busca um parceiro sexual que seja selvagem e forte. Encerrando o disco, "Summerboy" tem influências musicais de Blondie e também traz grooves de rock e funk com letras que falam sobre um romance de verão.

## Recepção

### Crítica profissional
| Críticas profissionais        | Críticas profissionais |
| Pontuações agregadas          | Pontuações agregadas   |
| Fonte                         | Avaliação              |
| ----------------------------- | ---------------------- |
| Metacritic                    | 71/100                 |
| Avaliações da crítica         |                        |
| Fonte                         | Avaliação              |
| AllMusic                      | [ 16 ]                 |
| The A.V. Club                 | B−                     |
| The Boston Phoenix            | [ 18 ]                 |
| Entertainment Weekly          | B−                     |
| The Guardian                  | [ 9 ]                  |
| The Irish Times               | [ 20 ]                 |
| Jornal do Brasil              | [ 21 ]                 |
| PopMatters                    | 7/10                   |
| The Rolling Stone Album Guide | [ 23 ]                 |
| The Sunday Times              | [ 24 ]                 |

The Fame recebeu análises em sua maioria mistas dos críticos musicais especializados, que prezaram seu conteúdo lírico, sua produção, e as habilidades musicais e vocais da artista, enquanto compararam sua voz com a de Gwen Stefani. No agregador de resenhas Metacritic, que estabelece uma média de até cem pontos com base nas avaliações dos críticos musicais, o álbum obteve 78 pontos de aprovação, que foram baseados em 13 resenhas recolhidas, o que indica "análises geralmente positivas". O editor do banco de dados AllMusic, Stephen Thomas Erlewine, aclamou o disco em sua análise e o premiou com cinco estrelas totais, escrevendo que sua a musicalidade era "fortemente sexy com seus sintetizadores de aço inoxidável e ritmos disco sombrios". Ele considerou que "a faixa-título ecoa Gwen Stefani no modo dance diva" e definiu "Paparazzi" como "inteligente" por dá tom ao conceito do álbum que, ao seu ver, é um misto entre o "glamour do pop" e uma "paródia perversa dele".
Mikael Wood, da revista Entertainment Weekly, deu uma nota B- para The Fame, descrito por ele como "notavelmente e exaustivamente puro em sua visão de um mundo em que nada supera ser bonito, famoso e rico. Nesta filosofia, porém, seu escapismo de alta temporada tem seus encantos". Nicole Powers, da URB, concedeu quatro estrelas e meia de cinco totais para o trabalho, a qual prezou por suas "letras carregadas de ironia, entregues em um estilo que soa similar ao de Gwen Stefan", ao passo em que definiu o perfil de escrita de Gaga como "cantigas de luxo que obrigam o ouvinte" a 'simplesmente dançar". Em análise para o The Guardian, Alexis Petridis deu três estrelas de cinco e comentou sobre o disco: "Sonoramente, não há nada aqui que você já não tenha ouvido. Os sintetizadores trituram furiosamente, há muitas influências modernas dos anos 80, enquanto seus vocais caem em algum lugar entre Gwen Stefani e Madonna". Completa, definindo seu conteúdo como sendo formado por "canções de amor geladas, música pop sem vergonha que comentam sua própria falta de vergonha à medida que avança", enquanto são acompanhadas por "uma melodia imensamente viciante ou um gancho inevitável, praticamente tudo soa como outro single de sucesso". Concluí predizendo que embora não parecesse "inteligente — pelo menos não da maneira que GaGa acreditava —", ainda sim, parecia "que poderia se tornar um sucesso".

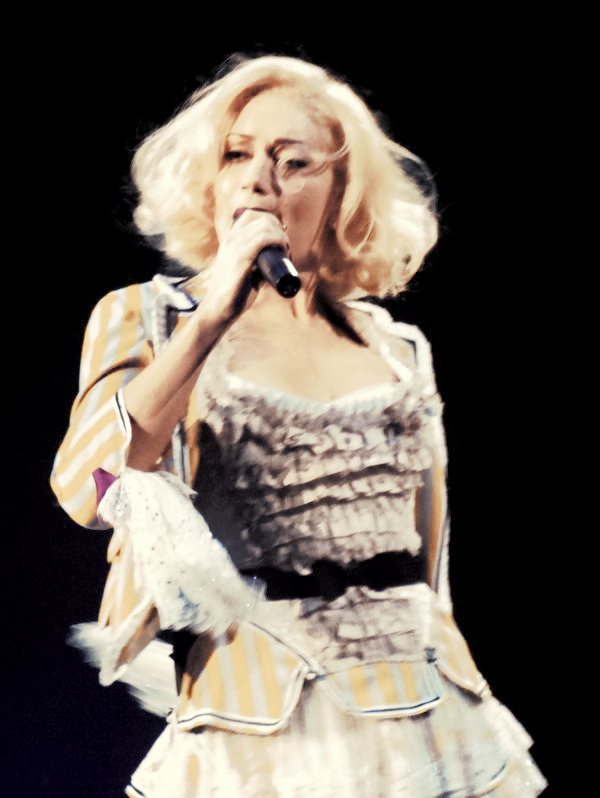
Em seu trabalho de estreia, Gaga foi comparada pela crítica à cantora compatriota Gwen Stefani (imagem).

Ben Hogwood, do portal britânico musicOMH, concedeu quatro estrelas e meia de cinco totais e elogiou Gaga por imprimir na obra uma "mistura de atitude atrevida, batidas metálicas e composição afiada e incisiva", elementos que ele considera serem essenciais para "criar música pop". Daniel Brockman, crítico do The Phoenix, comparou o primeiro trabalho de Gaga com os das compatriotas Spears e Christina Aguilera, analisando que ao oposto delas que tinham apelo "virginal" e "proferiram votos castos a membros de boy bands de alto nível em um Jardim do Éden repleto de roupas de escolas católicas", Gaga estava trazendo a "promiscuidade" de volta. Complementa prezando-a por "apostar, em termos de composição, em um ritmo cativante para as boates". Emitindo duas estrelas de quatro, Braulio Lorentz, do Jornal do Brasil, citou "Just Dance" como algo que comprovava que o ouvinte não estava diante de uma artista pré-fabricada. Ao passo em que o disco evidenciava que ela não precisava de "polemicas fáceis" e que, embora fosse uma estreia, já reivindicava "a parte mais alta das paradas" como "seu espaço" na indústria. Resenhando para o MSN Music, o crítico musical Robert Christgau deu ao trabalho uma "menção honrosa", a qual foi descrito por ele como a "superficialidade em seus princípios".
Embora tenha criticado "Eh, Eh (Nothing Else I Can Say)", "Paper Gangsta" e "Brown Eyes", Evan Sawdey do PopMatters chamou The Fame de "um álbum sólido de dance music" e avaliou que "muito de seu sucesso pode ser atribuído ao produtor em ascensão RedOne". Joey Guerra, do Houston Chronicle, sentiu que, embora as canções presentes no álbum não fossem inovadoras, Gaga merecia crédito por trazer a verdadeira dance music para a massa. Dando uma nota B− numa escala de A a F, Genevieve Koski, do The A.V. Club, descreveu a obra: "Uma estonteante viagem sônica que se aproxima do ponto alto de uma noite quimicamente aprimorada de baladas". No entanto, sua "maior fraqueza é o alcance vocal limitado da artista. Gaga parece ter passado mais tempo cultivando sua persona de palco enfeitada com lantejoulas do que cantando, que na maior parte do tempo divide o tempo entre uma fala atrevida, como Gwen Stefani, e um R&B completamente autoajustado". Sal Cinquemani, em uma análise mista para a Slant, atribuiu três estrelas e meia de cinco, expressando que as letras de Gaga oscilavam entre "baratas" e "bobagens sem sentido", enquanto seu vocal é "desigual na melhor das hipóteses". Ele acrescentou que os destaques como "Poker Face", "Starstruck", "Paper Gangsta" e "Summerboy" dependem "quase exclusivamente de sua produção ágil e ganchos para cantar junto". Por fim, Tate Montenegro, da página on-line The Irish Times, apreciou a sonoridade do álbum em sua análise, mas não seu conteúdo lírico, dizendo; "Embora Gaga possa acreditar que suas observações vazias sobre celebridades são uma desconstrução irônica da era em que estamos, a verdade é que ela não consegue". Além das críticas, The Fame rendeu várias nomeações ao Grammy, em sua 52.ª edição, incluindo Álbum do Ano. Acabou por vencer a de Melhor Álbum de Dance ou Eletrônica. Nos Brit Awards de 2010, ele também recebeu o prêmio de Melhor Álbum Internacional. Em 2013 e 2022, a Rolling Stone nomeou-o um dos "100 Maiores Álbuns de Estreia de Todos os Tempos".

## Promoção

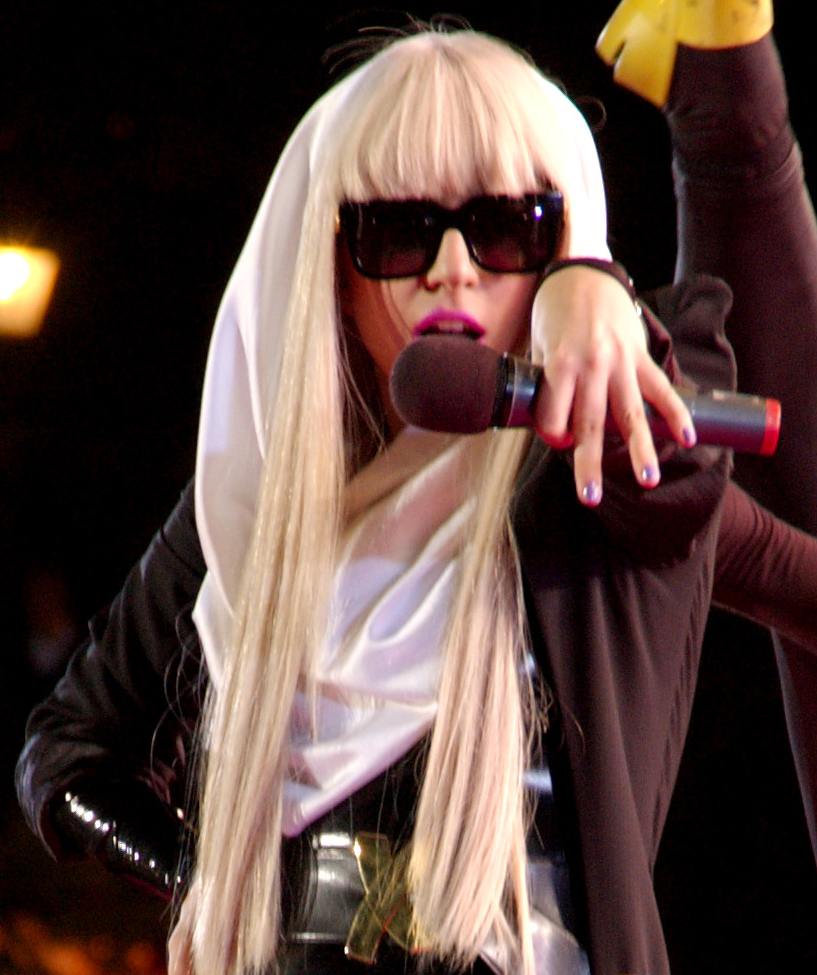
Gaga apresentando-se com o primeiro single de The Fame, "Just Dance", em Estocolmo. Antes de embarcar em sua primeira turnê, ela já havia cantado músicas do álbum em várias boates pequenas.

Em março de 2008, pouco antes do lançamento oficial de "Just Dance", Gaga havia iniciado uma série de apresentações para divulgação de pré-lançamento de The Fame. Os shows, que aconteciam em bares e boates noturnas receberam o nome não oficial de Just Dance Promo Tour, e já englobavam as principais canções do disco. Em 27 daquele mês, Gaga tocou "Beautiful, Dirty, Rich", "Paparazzi" e "Just Dance" no The Raleigh, em Miami, durante a Winter Music Conference. Em 18 de maio, durante os NewNowNext Awards, a cantora concedeu entrevistas antes e depois de sua apresentação de "Just Dance", para a qual usou um figurino todo preto, acompanhada por suas bailarinas. A musicista apresentou-se com faixas do álbum no festival Isle Of MTV, ocorrido em Malta em 25 de junho. Ela compareceu ao Miss Universo 2008, realizado em 14 de julho, no Vietnã, durante a competição de maiô, no qual tocou "Just Dance". Um dia depois, tocou a mesma obra no programa So You Think You Can Dance. O canadense MuchOnDemand exibiu em 20 de agosto, uma aparição da artista no programa; na ocasião, Gaga tocou "LoveGame" e "Just Dance". Esta última também foi executada no alemão The Dome 47, em 29 seguinte. Ainda na Europa, ela cantou diversas canções do registro em várias atrações, como Sommarkrysset, no NRJ In The Park e no Le Dôme de Marseille; neste último, ela tocou ao lado de outros artistas como parte da NRJ Music Tour.
Em setembro, ela voou para a Austrália, onde esteve vários programas televisivos, como Sunrise e Rove. Gaga fez uma performance durante o Fall Fashion Preview e no Fashion At The Park. Após retornar aos Estados Unidos, a primeira apresentação realizada ocorreu na Miss Sixty Store, em 26 de junho de 2008; Nele, a cantora se apresentou com duas dançarinas usando um macacão preto, um casaco com capuz e seus óculos de sol, cantando quatro canções: "LoveGame", "Beautiful, Dirty, Rich", "Poker Face" e "Just Dance". Já no segundo citado, que foi realizado em outro local, em outubro, Gaga usou um novo figurino e apresentou apenas as 3 primeiras músicas mencionadas anteriormente, acompanhada de dois dançarinos desta vez. No dia 23, do mesmo mês, compareceu ao Jimmy Kimmel Live!, transmitido pela ABC, no qual apresentou-se com "Just Dance" e "Poker Face" e tratou sobre o disco com Jimmy Kimmel. Em 1 de dezembro, deu uma entrevista à jornalista Ellen DeGeneres, que foi televisada como parte do programa The Ellen DeGeneres Show; na oportunidade, ela também cantou "Just Dance". Gaga apresentou "Poker Face" e "Just Dance" no New Year's Eve Live, que foi transmitido pela CNN no último dia do ano.

Gaga no palco do T in the Park, cantando "Beautiful, Dirty, Rich", em julho de 2009.

Em 31 de janeiro de 2009, ela retornou a Europa, onde se apresentou no programa irlandês, Tubridy Tonight, da RTÉ One. "Poker Face" foi cantado no American Idol, da FOX, em 1º de abril. Sua versão acústica foi apresentada no BBC Live & In-Session em 19 seguinte. No mesmo dia, ela teve sua primeira aparição na TV italiana, especificamente no programa Quelli che... il Calcio. A artista também cantou "Poker Face" no The Paul O'Grady Show, no Reino Unido. Primeiro, ela tocou uma versão acústica antes de passar para a versão padrão. Em 12 de maio, apresentou-se com "Poker Face" no The Ellen DeGeneres Show enquanto usava um giroscópio na cabeça, desenhado pelo designer de chapéus teatrais Nasir Mazhar e tocou piano em pé no banquinho. Isso impediu DeGeneres de cumprimenta-la por causa do tamanho do equipamento. Uma versão remixada de "Poker Face" e "LoveGame" foram tocadas no MuchMusic Video Awards. Esta apresentação, que fora realizada na rua e incluiu Gaga presa em um vagão falso do metrô cercada por policiais falsos, foi anunciada como uma homenagem à cidade de Nova Iorque. Trechos da música foram interpretados pela cantora na trigésima quinta temporada do humorístico Saturday Night Live, enquanto usava uma engenhoca gigante de vários anéis concêntricos metálicos que giravam em torno dela. Já nos MTV Video Music Awards, realizado naquele ano a cantora executou "Paparazzi". Sua performance envolvia movimentos de dança coreografos, tocando piano, sangue teatral pingando de sua caixa torácica, e terminou com a artista sendo pendurada sem vida com uma mão subindo acima de seus dançarinos e sangue manchado em seu rosto. Amplamente considerada uma das maiores apresentações de sua carreira até hoje, de acordo com Ashley Laderer, da Billboard, "esta foi a performance que realmente fez Lady Gaga. Provou que ela era mais do que apenas uma estrela pop superficial — ela era uma artista".
O álbum recebeu maior promoção através de sua turnê de apoio, a The Fame Ball Tour, a primeira de Gaga como atração principal, iniciada em 12 de março de 2009, em San Diego, Califórnia. Foi a primeira de sua carreira com shows na América do Norte, seguindo pela Oceania e uma jornada solo pela Europa. As datas na Ásia logo se seguiram, bem como duas apresentações no V Festival, no Reino Unido, e outras duas na América do Norte que foram adiadas para abril. Gaga descreveu a turnê como uma mostra de museu itinerante incorporando o conceito de arte performática do artista Andy Warhol. Consistia em quatro segmentos, com cada um sendo seguido por um interlúdio de vídeo para o segmento seguinte, e terminava com um bis. O repertório foi composto apenas por faixas The Fame. Gaga apareceu no palco com novos trajes, incluindo um vestido inovador feito inteiramente de bolhas de plástico e estreou uma música inédita chamada "Future Love". Obteve análises geralmente positivas por parte da mídia especializada, a qual prezou a sua clareza vocal e o senso de moda da intérprete, bem como sua capacidade de fazer performances como uma artista profissional.

## Singles

Gaga apresentando "Eh, Eh" na The Monster Ball Tour, em 2010

"Just Dance" foi lançada em 8 de abril de 2008 como o single de estreia de The Fame e da carreira de Gaga. Obteve um desempenho comercial positivo, atingindo a liderança das tabelas do Reino Unido, Canadá e Austrália, classificando-se nas dez melhores posições em diversos países. Nos Estados Unidos, o número foi um sucesso inesperado, passando cinco meses na Billboard Hot 100 até finalmente atingir o topo da tabela em janeiro de 2009. Posteriormente, foi certificada como diamante pela Recording Industry Association of America (RIAA). Mundialmente, comercializou cerca de dez milhões de cópias, sendo um dos singles mais vendidos de todos os tempos. Seu vídeo musical correspondente, dirigido por Melina Matsoukas, mostra Gaga aparecendo em uma festa onde ela canta a música e diverte-se com os demais convidados. Em 23 de setembro, "Poker Face" foi divulgado como o segundo single do álbum. Alcançou sucesso mundial, liderando as paradas em 20 países, incluindo Austrália, Canadá, Nova Zelândia, e muitos países europeus. Também conseguiu atingir a primeira posição da estadunidense Billboard Hot 100, onde permaneceu por uma semana. Posteriormente, recebeu um certificado de diamante pela RIAA, denotando vendas de dez milhões de unidades no território. Com mais de 14 milhões de cópias adquiridas, "Poker Face" é um dos singles mais vendidos de todos os tempos e o mais vendido de 2009 em todo o mundo. Dirigido por Ray Kay, o videoclipe que acompanha a música retrata Gaga cantando-a em várias fantasias e jogando strip poker em um cassino.
"Eh, Eh (Nothing Else I Can Say)" foi lançado como o terceiro single do projeto em 10 de janeiro de 2009 apenas na Oceânia e Europa. Por causa de seu lançamento direcionado a mercados limitados, não entrou na Billboard Hot 100, conseguindo atingir as dez primeiras posições na Bélgica, França, Hungria, Nova Zelândia e Suécia. O vídeo musical, que foi dirigido por Joseph Kahn, retratava Gaga e seus amigos vagando pelas ruas do bairro de Little Italy na cidade de Nova Iorque, montando um Piaggio e também cantando a música enquanto estava em casa com seu namorado. "LoveGame" foi liberada como a quarta música de trabalho e conquistou resultados positivos, constando nas dez primeiras ocupações das tabelas de países como Austrália, Canadá, Estados Unidos e França. Dirigido por Kahn, seu vídeo musical retrata Gaga dançando em uma estação de metrô subterrânea e em um estacionamento. Foi uma homenagem da cantora ao estilo de vida nova-iorquino incluindo seu glamour, fãs e moda. O último single do registro, "Paparazzi" foi lançado em 6 de julho do mesmo ano. Comercialmente, tornou-se uma das mais bem sucedidas de Gaga, atingindo as dez primeiras colocações nas paradas musicais da Austrália, Canadá e Reino Unido, ao passo em que atingiu a 6ª posição como melhor na Billboard Hot 100. O vídeo musical correspondente foi dirigido por Brett Ratner e retrata Gaga como uma estrela perseguida por fotógrafos, que quase é morta pelo namorado. Mostra também ela sobrevivendo, retornando e vingando-se dele.

## Legado e impacto
"Durante anos, o nome Lady Gaga se tornou sinônimo da palavra pop porque músicas como "LoveGame", "Poker Face" e "Just Dance" não foram apenas grandes sucessos de platina, mas também peças de música e arte que desafiaram a maneira como pensávamos que o pop poderia parecer, agir e soar. Conversas sobre bastões de discoteca, metáforas para bissexualidade e contos hipnóticos de boates estavam a mundos de distância do bubblegum virginal do final dos anos [19]90 e construídos sobre o proto-EDM dos maiores sucessos do ano. Até mesmo a maneira como Gaga se vestia, abandonando as tendências convencionais de "princesa pop delicada" para conceitos de alta moda, mudou a ideia do mundo da música do que sexy poderia significar".

—Brittany Spanos, da Rolling Stone, sobre o impacto de The Fame na indústria da música.
O lançamento de The Fame trouxe significativa contribuições para a cultura popular e para a indústria musical. Stephen Daw, da Billboard afirmou que o álbum "não apenas mudou o curso da carreira de Gaga, mas corrigiu o curso da música pop moderna para as gerações vindouras". Sua ascensão serviu, para o crítico, "como o álbum que não apenas apresentou ao mundo uma das estrelas pop mais onipresentes do século 21, mas também como uma redefinição de como os artistas passam para o mainstream". Mark Elliott, do Discover Music, sentiu que a obra "continua sendo uma aula magistral sobre como lançar uma carreira pop do século 21". A Billboard a nomeou a maior "estrela em ascensão" de 2009, com Bill Werde, diretor editorial da revista, afirmando que "ela se estabeleceu como uma das principais compositoras da atualidade, e o mundo inteiro está esperando para ver qual será seu próximo movimento". A Time também observou que Gaga havia "praticamente inventado a era atual da música pop como espetáculo". O álbum levou veículos de mídia a compararem Gaga com Madonna e a descrevê-la como "A Nova Rainha do Pop". Opinião refutada por Daw, que expressou; "Ficou claro nos anos desde que a ascensão de Gaga à fama foi um fenômeno diferente de tudo que a cultura pop moderna já havia visto".
Conforme analisado por Jho Brunhara, da Universidade Estadual Paulista, com o disco Gaga trouxe "novos ares ao pop", "diante da crise que afetava o gênero" e em uma época em que as paradas musicais era dominada pelo hip hop e R&B. Para o autor, ela "sacudiu as bases que sustentavam o gênero e trouxe a renovação e o impacto que a indústria fonográfica precisava". Ele acrescentou que com o sucesso da obra "o dance-pop contaminou os dedos de cada produtor daquele ano. O resultado foi uma mudança total nas músicas mais vendidas e mais tocadas nas rádios: das 10 pertencentes ao topo, 7 eram próximas do pop eletrônico, e dessas, 5 eram completamente influenciadas pelo dance-pop. Lester Fabian Brathwaite, da Logo TV, credita a musicista pela redefinição da música pop, com The Fame mudando as regras em uma época em que o estilo, em "sua maior parte, [encontrava-se] super-produzido, genérico, totalmente intercambiável e nada desafiador", ao apresentar "uma voz distinta com um ponto de vista distinto que entendia as limitações do pop e suas possibilidades". Outro ponto analisado foi o fato do lançamento do trabalho coincidir com os últimos meses do governo de George W. Bush o que Gaga, de acordo com o autor, soube "capturar a sensação de liberdade e abandono que o país estava buscando — ela tinha o som certo para o momento certo e ela era a pessoa certa para entregá-lo. Pós-The Fame, o pop ficaria mais sombrio e denso, mas também mais divertido".
Com o lançamento de The Fame, Gaga foi creditada por reviver no rádio a electronic dance music (EDM) durante o final dos anos 2000. Jonathan Bogart, do jornal The Atlantic, afirmou: "O EDM não entrou pela porta dos fundos, mas direto pelo portão da frente, com "Just Dance", de Gaga, em 2008" e que "a sonoridade não demorou muito para se espalhar". O DJ Tommie Sunshine disse à MTV que "não haveria um sucesso de Black Eyed Peas no top 10 [...] não haveria esse álbum do David Guetta, se não fosse por The Fame. A influência desse álbum é épico. O periodista do St. Louis Post-Dispatch, Kevin C. Johnson, em seu artigo "Lady Gaga ajuda a trazer EDM para as massas", reconhece o impacto. No texto, Rob Lemon disse que a artista "definitivamente teve influência" e que ela "está expondo as pessoas à música, e qualquer pessoa que exponha as pessoas a ela faz parte da máquina". A personalidade do rádio Zane Lowe e o produtor e disc jockey (DJ) Calvin Harris abordaram o impacto da obra em uma entrevista para a rádio Beats 1. Lowe afirmou: "Mike Skinner, quando estávamos tendo um debate sobre Gaga, disse 'Uma coisa que você deve lembrar sobre Lady Gaga, ela colocou four-on-the-floor de volta às rádios americanas'" e que "até aquele momento não havia nada parecido com four-on-the-floor". Harris acrescentou: "100%. Eles até tinham uma versão hip-hop de "Poker Face", para o rádio" e que quando "o four-on-the-floor se popularizou, isso foi descartado".
Desde seu lançamento, The Fame serviu como modelo para artistas promissores sobre como alcançar status e atenção no meio da música pop. Brathwaite também acrescentou que a obra "deu licença para outros popstars, homens e mulheres, tentarem coisas novas". A cantora britânica Natalia Kills foi acusada de plagiar o estilo musical e estético de Gaga durante a divulgação de seu álbum de estreia, Perfectionist (2011); outra coincidência apontada foi o fato da artista ter trabalhado com Akon, Cherrytree Records e Interscope Records, três entidades fundamentais para o trabalho introdutório de Gaga. A mídia notou que ela cultivou uma personalidade misteriosa e um senso de moda surpreendentemente semelhante ao da estadunidense na era The Fame. Paralelamente, alguns meios de comunicação e fãs notaram semelhanças entre Marina e Gaga, apontando especificamente o dance-pop que as duas desenvolveram em suas estreias. Outras cantoras em ascensão que tinham uma visão ligeiramente diferente do estilo e do pop, como Christine and the Queens ou Allie X foram rotuladas pela mídia como "a próxima Lady Gaga". Mesmo veteranas, como Christina Aguilera foram acusadas de utilizarem elementos que Gaga apresentou em sua estreia em seus trabalhos. Antes do lançamento de seu álbum Bionic (2010), Aguilera adotou um senso de moda e uma sonoridade parecida com a de Gaga, causando especulação pública sobre se ela estava ou não copiando a nova estrela. Quando seu álbum foi lançado, os críticos negativaram o que foi percebido como uma tentativa barata de capitalizar com a crescente popularidade do dance-pop sob o conceito futurista e o mundo das celebridades. Daw notou, ainda, que mesmo artistas "mega populares como Beyoncé e Rihanna há muito vinham fazendo movimentos para mudar a paisagem monótona da música pop de meados dos anos 2000, mas o fato de Gaga quebrar as barreiras do "aceitável" tornou mais fácil para ambos começarem a derrubar seus próprios pudores. A última citada foi a que a influência de The Fame foi mais significativa, com Daw avaliando que seus álbuns passariam a serem "animados com sexualidade crua e melodias inovadoras que redefiniram a carreira de Rihanna como uma estrela singular e com visão de futuro".

## Alinhamento de faixas
| The Fame – Estados Unidos e Internacional |                                                            |                                                    |                           |         |  |
| N.º                                       | Título                                                     | Compositor(es)                                     | Produtor(es)              | Duração |  |
| 1.                                        | "Just Dance" (com participação de Colby O'Donis)           | Stefani Germanotta Nadir Khayat Aliaune Thiam      | RedOne                    | 4:02    |  |
| 2.                                        | "LoveGame"                                                 | Germanotta Khayat                                  | RedOne                    | 3:36    |  |
| 3.                                        | "Paparazzi"                                                | Germanotta Rob Fusari                              | Fusari Gaga [a]           | 3:28    |  |
| 4.                                        | "Poker Face"                                               | Germanotta Khayat                                  | RedOne                    | 3:57    |  |
| 5.                                        | "Eh, Eh (Nothing Else I Can Say)"                          | Germanotta Martin Kierszenbaum                     | Kierszenbaum              | 2:55    |  |
| 6.                                        | "Beautiful, Dirty, Rich"                                   | Germanotta Fusari                                  | Fusari                    | 2:52    |  |
| 7.                                        | "The Fame"                                                 | Germanotta Kierszenbaum                            | Kierszenbaum              | 3:42    |  |
| 8.                                        | "Money Honey"                                              | Germanotta Khayat Bilal Hajji                      | RedOne                    |         |  |
| 9.                                        | "Starstruck" (com participação de Space Cowboy e Flo Rida) | Germanotta Kierszenbaum Nick Dresti Tramar Dillard | Kierszenbaum Space Cowboy | 3:37    |  |
| 10.                                       | "Boys Boys Boys"                                           | Germanotta Khayat                                  | RedOne                    | 3:20    |  |
| 11.                                       | "Paper Gangsta"                                            | Germanotta Khayat                                  | RedOne                    | 4:23    |  |
| 12.                                       | "Brown Eyes"                                               | Germanotta Fusari                                  | Fusari Gaga [a]           | 4:03    |  |
| 13.                                       | "I Like It Rough"                                          | Germanotta Kierszenbaum                            | Kierszenbaum              | 3:22    |  |
| 14.                                       | "Summerboy"                                                | Germanotta Brian Kierulf Josh Schwartz             | Brian & Josh              | 4:13    |  |
| Duração total:                            | Duração total:                                             | Duração total:                                     | Duração total:            | 50:20   |  |

| The Fame – ITunes Store dos EUA / Faixa de bônus internacional |                |                   |                |         |  |
| N.º                                                            | Título         | Compositor(es)    | Produtor(es)   | Duração |  |
| 15.                                                            | "Disco Heaven" | Germanotta Fusari | Fusari         | 3:41    |  |
| Duração total:                                                 | Duração total: | Duração total:    | Duração total: | 54:01   |  |

| The Fame – Edição original canadense e australiana |                                                  |                                               |                 |         |  |
| N.º                                                | Título                                           | Compositor(es)                                | Produtor(es)    | Duração |  |
| 1.                                                 | "Just Dance" (com participação de Colby O'Donis) | Stefani Germanotta Nadir Khayat Aliaune Thiam | RedOne          | 4:02    |  |
| 2.                                                 | "LoveGame"                                       | Germanotta Khayat                             | RedOne          | 3:31    |  |
| 3.                                                 | "Paparazzi"                                      | Germanotta Rob Fusari                         | Fusari Gaga [a] | 3:30    |  |
| 4.                                                 | "Beautiful, Dirty, Rich"                         | Germanotta Fusari                             | Fusari          | 3:59    |  |
| 5.                                                 | "Eh, Eh (Nothing Else I Can Say)"                | Germanotta Martin Kierszenbaum                | Kierszenbaum    | 2:57    |  |
| 6.                                                 | "Poker Face"                                     | Germanotta Khayat                             | RedOne          | 2:53    |  |
| 7.                                                 | "The Fame"                                       | Germanotta Kierszenbaum                       | Kierszenbaum    | 3:43    |  |
| 8.                                                 | "Money Honey"                                    | Germanotta Khayat Bilal Hajji                 | RedOne          | 3:06    |  |
| 9.                                                 | "Again Again"                                    | Germanotta Fusari                             | Fusari          | 3:05    |  |
| 10.                                                | "Boys Boys Boys"                                 | Germanotta Khayat                             | RedOne          | 3:22    |  |
| 11.                                                | "Brown Eyes"                                     | Germanotta Fusari                             | Fusari Gaga [a] | 4:05    |  |
| 12.                                                | "Summerboy"                                      | Germanotta Brian Kierulf Josh Schwartz        | Brian & Josh    | 4:14    |  |
| Duração total:                                     | Duração total:                                   | Duração total:                                | Duração total:  | 42:21   |  |

| The Fame – Faixa bônus no iTunes do Canadá |                   |                         |         |  |
| N.º                                        | Título            | Compositor(es)          | Duração |  |
| 13.                                        | "I Like It Rough" | Germanotta Kierszenbaum | 3:22    |  |
| Duração total:                             | Duração total:    | Duração total:          | 57:43   |  |

| The Fame – Edição Britânica, Irlandesa e Japonesa |                                            |                                        |                           |         |  |
| N.º                                               | Título                                     | Compositor(es)                         | Produtor(es)              | Duração |  |
| 1.                                                | "Just Dance" (com Colby O'Donis)           | Germanotta Khayat Thiam                | RedOne                    | 4:02    |  |
| 2.                                                | "LoveGame"                                 | Germanotta Khayat                      | RedOne                    | 3:39    |  |
| 3.                                                | "Paparazzi"                                | Germanotta Fusari                      | Fusari, Gaga (co)         | 3:30    |  |
| 4.                                                | "Poker Face"                               | Germanotta Khayat                      | RedOne                    | 3:59    |  |
| 5.                                                | "I Like It Rough"                          | Germanotta Kierszenbaum                | Kierszenbaum              | 3:24    |  |
| 6.                                                | "Eh, Eh (Nothing Else I Can Say)"          | Germanotta Kierszenbaum                | Kierszenbaum              | 2:57    |  |
| 7.                                                | "Starstruck" (com Space Cowboy e Flo Rida) | Germanotta Kierszenbaum Dresti Dillard | Kierszenbaum Space Cowboy | 3:39    |  |
| 8.                                                | "Beautiful, Dirty, Rich"                   | Germanotta Fusari                      | Fusari                    | 2:53    |  |
| 9.                                                | "The Fame"                                 | Germanotta Kierszenbaum                | Kierszenbaum              | 3:43    |  |
| 10.                                               | "Money Honey"                              | Germanotta, Khayat, Hajji              | RedOne                    | 2:52    |  |
| 11.                                               | "Boys Boys Boys"                           | Germanotta, Khayat                     | RedOne                    | 3:22    |  |
| 12.                                               | "Paper Gangsta"                            | Germanotta, Khayat                     | RedOne                    | 4:25    |  |
| 13.                                               | "Brown Eyes"                               | Germanotta Kierszenbaum                | Germanotta Kierszenbaum   | 4:05    |  |
| 14.                                               | "Summerboy"                                | Germanotta Kierulf Schwartz            | Brian & Josh              | 4:14    |  |
| 15.                                               | "Disco Heaven"                             | Germanotta Kierszenbaum Tom Kafafian   | Fusari                    | 3:41    |  |
| 16.                                               | "Again Again"                              | Germanotta Kierszenbaum                | Fusari                    | 3:05    |  |
| Duração total:                                    | Duração total:                             | Duração total:                         | Duração total:            | 57:24   |  |

| The Fame – Faixa bônus japonesa |                     |                   |                |         |  |
| N.º                             | Título              | Compositor(es)    | Produtor(es)   | Duração |  |
| 17.                             | "Retro Dance Freak" | Germanotta Fusari | Fusari         | 3:23    |  |
| Duração total:                  | Duração total:      | Duração total:    | Duração total: | 60:45   |  |

| The Fame – Faixa bônus da edição de luxo japonesa em DVD |                                                |         |  |
| N.º                                                      | Título                                         | Duração |  |
| 1.                                                       | "Just Dance" (videoclipe)                      | 4:06    |  |
| 2.                                                       | "Poker Face" (videoclipe)                      | 3:35    |  |
| 3.                                                       | "Eh, Eh (Nothing Else I Can Say)" (videoclipe) | 2:56    |  |
| 4.                                                       | "LoveGame" (videoclipe)                        | 3:37    |  |
| 5.                                                       | "Paparazzi" (videoclipe)                       | 7:37    |  |
| Duração total:                                           | Duração total:                                 | 21:52   |  |

Notas
- ↑a  significa um co-produtor adicional

## Créditos
Lista-se abaixo os profissionais envolvidos na elaboração de The Fame, de acordo com o encarte do álbum:
Equipe
| - Akon: vocalista de apoio, composição - Victor Bailey: baixo elétrico - Vicki Boyd: coordenação de A&R - Troy Carter: gestão - Lisa Einhorn-Gilder: coordenação de produção - Flo Rida: vocalista participante, composição - Rob Fusari: produção, co-produção executiva, composição - Calvin "Schi-Fidelty" Gaines: programação, baixo elétrico - Gene Grimaldi: masterização - Vincent Herbert: produção executiva, A&R - Pieter Henket: fotografia - Tom Kafafian: guitarra - Dyana Kass: direção de marketing - Martik Kierszenbaum: produção, composição, A&R - Brian Kierulf: produção, composição, arranjos - Lady Gaga: vocalista principal, vocalista de apoio, composição, produção, piano, sintetizadores, chaves | - Leah Landon: gestão - Candice Lawler: fotografia - Dave Murga: bateria - Colby O'Donis: vocalista participante, vocalista de apoio - Robert Orton: mixagem - Jennifer Paola: administração de A&R - RedOne: composição, produção, instrumentação, programação, gravação, vocalista de apoio, co-produção executiva - Andrea Ruffalo: coordenação de A&R - Dave Russell: engenharia - Warwick Saint: fotografia - Joshua M. Schwartz: produção, arranjos, composição - Space Cowboy: produção, composição, vocalista participante - Joe Tomino: bateria - Tony Ugval: engenharia - Liam Ward: design |

Locais de gravação
| - Record Plant Studios (Los Angeles, Califórnia) - Chalice Recording Studios (Los Angeles, Califórnia) - Cherrytree Recording Studios (Santa Mônica, Califórnia) - 150 Studios (Parsippany-Troy Hills, Nova Jersey) | - Poe Boy Studios (Miami, Flórida) - 333 Studios (Nova Iorque) - Dojo Studios (Nova Iorque) - Oasis Mastering (Burbank, Califórnia) |

## Desempenho comercial

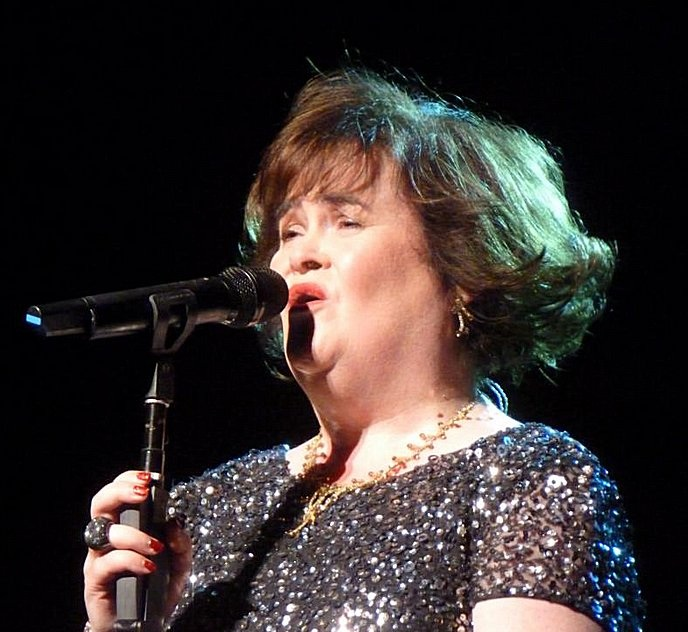
Nos Estados Unidos, The Fame obteve a segunda como melhor posição na Billboard 200, atrás de I Dreamed a Dream, de Susan Boyle (foto)

Nos Estados Unidos, The Fame foi muito popular, estreando em 15 de novembro de 2008 na décima sétima posição da tabela Billboard 200 com vendas de 24 mil unidades em sua primeira semana. Após várias atualizações oscilando, alcançou a décima posição na edição de 7 de março de 2009. O material também liderou a parada Dance/Electronic Albums por 175 semanas não consecutivas, onde estabeleceu o recorde de maior tempo no posto na história do gráfico. Com o lançamento de The Fame Monster — que também foi combinado à The Fame como uma edição de luxo —, o disco saltou de 34 para 6 na Billboard 200, com 151 mil cópias distribuídas. Atingiu sua maior semana de vendas na edição datada em 9 de janeiro de 2010, com 169 mil compras. Em 16 do mesmo mesmo mês, alçou-se para a vice-liderança da tabela depois de constar nela por 62 semanas. Concluiu 2009 como o quinto álbum mais comprado do ano no país. Este desempenho positivo resultou em seis certificações de platina para a obra, entregues pela Recording Industry Association of America (RIAA) reconhecendo uma comercialização superior a seis milhões de unidades em território estadunidense. No Canadá, o sucesso foi semelhante, onde logrou o primeiro posto no compilado Canadian Albums Chart. Foi certificado pela Music Canada (MC) com três platinas por comercializar mais de 240 mil réplicas. No México o álbum estreou no número sessenta e um. Meses depois, conseguiu alcançar o segundo lugar e recebeu dois certificados de platina emitidos pela Asociación Mexicana de Productores de Fonogramas y Videogramas (AMPROFON), pelo excedente de 350 mil exemplares. Já no Brasil foi classificado na terceira ocupação e também foi condecorado com platina dupla, emitido pela Pro-Música Brasil (PMB), denotando 120 mil réplicas distribuídas.
Na Oceania e na Ásia, The Fame teve uma boa recepção. Especificamente, na Austrália, estreou no número 12 na semana em 15 de setembro de 2008, e algum tempo depois conseguiu mover-se para a terceira posição, onde permaneceu por uma única semana. No final de 2009, a Australian Recording Industry Association (ARIA) certificou-o com platina sêxtupla após serem registradas 40 mil compras. Em 6 de outubro de 2008, estreou na sexta posição na Nova Zelândia, e após várias semanas na lista, especificamente em 19 de janeiro de 2009, alcançou o segundo lugar. Obteve cinco certificados de platina no país, concedido pela Recorded Music NZ (RMNZ) após ser adquirido 70 mil vezes. Por outro lado, em apenas quarenta e uma semanas, conseguiu se tornar o terceiro álbum mais vendido de 2009 naquela nação. No Japão e na Rússia, o registro conseguiu alcançar as posições seis e cinco, respectivamente, sendo condecorado com o certificado de milhão, no primeiro citado, pela Recording Industry Association of Japan (RIAJ).
De igual forma, em solo europeu o projeto foi bem recebido. Em território britânico, debutou na 3.ª posição da UK Albums Chart, com vendas na primeira semana chegando a 25 mil e 228 cópias. Depois de listar-se por 10 semanas entre os dez melhores colocados, substituiu Songs for My Mother, de Ronan Keating, na primeira posição. Desde então, constou quatro semanas consecutivas no posto. Ao exportar 3 milhões de réplicas na região, The Fame foi reconhecido como onze vezes platina pela British Phonographic Industry (BPI). Também se tornou o primeiro álbum a alcançar a certificação de platina com base em vendas digitais, depois de ter sido adquirido 300 mil vezes nesse formato. Nesta região, é o nono disco mais adquirido no século 21 e o 31.º de todos os tempos. Na França, The Fame estreou no número 73 e moveu-se para o segundo lugar, onde manteve-se por cinco semanas. A Syndicat National de l'Édition Phonographique (SNEP) o qualificou como diamante por 630 mil compras. Na Irlanda, obteve o oitavo como melhor colocação, e em sua quinta semana subiu para o número um. Posto este que conseguiu angariar noutras nações europeias, como Bélgica, Dinamarca, Finlândia, Itália, Países Baixos e Suíça. Após serem avaliadas vendas superior a 2 milhões de unidades em todo o continente, a International Federation of the Phonographic Industry (IFPI) certificou-lhe com platina dupla. Globalmente, foi o quinto mais adquirido em 2009 e acumula 15 milhões de cópias comercializadas até 2018.
| País — Tabela musical (2008—17)              | Posição de pico |
| -------------------------------------------- | --------------- |
| Alemanha (GfK Entertainment Charts)          | 1               |
| Austrália (ARIA Charts)                      | 1               |
| Áustria (Ö3 Austria Top 40)                  | 3               |
| Bélgica (Ultratop 50 de Valônia)             | 4               |
| Bélgica (Ultratop 40 de Flandres)            | 8               |
| Brasil (Top 20 Semanal)                      | 3               |
| Canadá (Canadian Albums Chart)               | 1               |
| Dinamarca (Hitlisten)                        | 2               |
| Escócia (OCC)                                | 1               |
| Espanha (PROMUSICAE)                         | 1               |
| Estados Unidos (Billboard 200)               | 2               |
| Estados Unidos (Top Dance/Electronic Albums) | 1               |
| Estados Unidos (Top Tastemaker Albums)       | 1               |
| Estados Unidos (Vinyl Albums)                | 3               |
| Europa (European Top 100 Albums)             | 1               |
| Finlândia (IFPI Finlândia)                   | 3               |
| França (SNEP)                                | 2               |
| Grécia (IFPI Grécia)                         | 2               |
| Hungria (MAHASZ)                             | 2               |
| Irlanda (IRMA)                               | 1               |
| Itália (FIMI)                                | 13              |
| Japão (Oricon)                               | 6               |
| México (AMPROFON)                            | 2               |
| Noruega (VG-lista)                           | 4               |
| Nova Zelândia (Recorded Music NZ)            | 2               |
| Países Baixos (MegaCharts)                   | 2               |
| Polônia (ZPAV)                               | 1               |
| Portugal (AFP)                               | 3               |
| Reino Unido (UK Albums Chart)                | 1               |
| Rússia (2M)                                  | 5               |
| República Checa (IFPI Česká Republika)       | 2               |
| Suécia (Sverigetopplistan)                   | 15              |
| Suíça (Schweizer Hitparade)                  | 1               |

| País — Tabela musical (2008)             | Posição |
| ---------------------------------------- | ------- |
| Austrália (ARIA Dance Albums)            | 3       |
| Estados Unidos (Dance/Electronic Albums) | 18      |
| Nova Zelândia (RMNZ)                     | 20      |
| País — Tabela musical (2009)             | Posição |
| Austrália (ARIA Charts)                  | 9       |
| Áustria (Ö3 Austria Top 40)              | 2       |
| Bélgica (Ultratop de Flandres)           | 8       |
| Bélgica (Ultratop de Valônia)            | 36      |
| Canadá (Canadian Albums Chart)           | 3       |
| Dinamarca (Hitlisten)                    | 10      |
| Estados Unidos (Billboard 200)           | 8       |
| Estados Unidos (Dance/Electronic Albums) | 1       |
| Europa (European Top 100 Albums)         | 1       |
| Finlândia (IFPI Finlândia)               | 4       |
| França (SNEP)                            | 22      |
| Hungria (Mahasz)                         | 6       |
| Irlanda (IRMA)                           | 3       |
| Itália (FIMI)                            | 82      |
| Japão (Oricon)                           | 42      |
| Nova Zelândia (Recorded Music NZ)        | 3       |
| Países Baixos (MegaCharts)               | 24      |
| Reino Unido (UK Albums Chart)            | 2       |
| Suécia (Sverigetopplistan)               | 56      |
| Suíça (Schweizer Hitparade)              | 2       |
| País — Tabela musical (2010)             | Posição |
| Áustria (Ö3 Austria Top 40)              | 1       |
| Brasil (Pro-Música Brasil)               | 3       |
| Canadá (Canadian Albums Chart)           | 3       |
| Espanha (PROMUSICAE)                     | 16      |
| Estados Unidos (Billboard 200)           | 4       |
| Estados Unidos (Dance/Electronic Albums) | 1       |
| Europa (European Top 100 Albums)         | 1       |
| Hungria (MAHASZ)                         | 3       |
| Japão (Oricon)                           | 14      |
| Reino Unido (UK Albums Chart)            | 3       |
| Suíça (Schweizer Hitparade)              | 1       |

| País — Tabela musical (2011)             | Posição |
| ---------------------------------------- | ------- |
| Áustria (Ö3 Austria Top 40)              | 68      |
| Estados Unidos (Billboard 200)           | 56      |
| Estados Unidos (Dance/Electronic Albums) | 3       |
| Hungria (MAHASZ)                         | 34      |
| Japão (Oricon)                           | 86      |
| Reino Unido (UK Albums Chart)            | 30      |
| Suíça (Schweizer Hitparade)              | 66      |
| País — Tabela musical (2012)             | Posição |
| Reino Unido (UK Albums Chart)            | 94      |
| País — Tabela musical (2017)             | Posição |
| Austrália (ARIA Dance Albums)            | 39      |
| Estados Unidos (Billboard 200)           | 157     |
| Estados Unidos (Dance/Electronic Albums) | 4       |
| País — Tabela musical (2018)             | Posição |
| Austrália (ARIA Dance Albums)            | 15      |
| Estados Unidos (Dance/Electronic Albums) | 4       |
| País — Tabela musical (2019)             | Posição |
| Bégica (Ultratop de Flandres)            | 190     |
| Estados Unidos (Dance/Electronic Albums) | 2       |

| País — Tabela musical (2000—09)          | Posição |
| ---------------------------------------- | ------- |
| Austrália (ARIA Charts)                  | 89      |
| Áustria (Ö3 Austria Top 40)              | 2       |
| Estados Unidos (Dance/Electronic Albums) | 3       |
| País — Tabela musical (2010—19)          | Posição |
| Alemanha (GfK Entertainment Charts)      | 48      |
| Estados Unidos (Billboard 200)           | 31      |
| Estados Unidos (Dance/Electronic Albums) | 1       |
| Reino Unido (UK Albums Chart)            | 15      |

| País — Tabela musical                     | Posição |
| ----------------------------------------- | ------- |
| Estados Unidos (Billboard 200)            | 12      |
| Estados Unidos (Billboard 200) (Mulheres) | 7       |
| Reino Unido (UK Albums Chart)             | 30      |

| Região | Certificação | Vendas     |
| --- | ------------ | ---------- |
| Alemanha (BVMI) | 9× Ouro      | 900 000*   |
| Austrália (ARIA) | 6× Platina   | 280 000^   |
| Bélgica (BEA) | 2× Platina   | 60 000*    |
| Brasil (Pro-Música Brasil) | 2× Platina   | 120 000*   |
| Canadá (Music Canada) | 7× Platina   | 560 000^   |
| Chile (IFPI Chile) | 2× Platina   | 30 000^    |
| Dinamarca (IFPI Dinamarca) | 2× Platina   | 60 000^    |
| Espanha (PROMUSICAE) | Platina      | 80 000^    |
| Estados Unidos (RIAA) | 6× Platina   | 6 000 000‡ |
| Filipinas (PARI) | 9× Platina   | 135 000*   |
| Finlândia (Musiikkituottajat) | Ouro         | 25 358     |
| França (SNEP) | Diamante     | 700 000    |
| Grécia (IFPI Grécia) | Platina      | 15 000^    |
| Hungria (MAHASZ) | 2× Platina   | 12 000^    |
| Irlanda (IRMA) | 9× Platina   | 135 000^   |
| Japão (RIAJ) | Milhão       | 1 000 000^ |
| Líbano (IFPI Oriente Médio) | Ouro         | 1 000*     |
| México (AMPROFON) | Platina+Ouro | 160 000^   |
| Noruega (IFPI Noruega) | 8× Platina   | 240 000*   |
| Nova Zelândia (RIANZ) | 5× Platina   | 75 000^    |
| Países Baixos (NVPI) | Ouro         | 30 000^    |
| Polônia (ZPAV) | 3× Platina   | 60 000*    |
| Portugal (AFP) | 2× Platina   | 40 000^    |
| Reino Unido (BPI) | 11× Platina  | 3 300 000‡ |
| Singapura (RIAS) | 2× Platina   | 20 000*    |
| Suécia (GLF) | Platina      | 40,000^    |
| Suíça (IFPI Suíça) | 4× Platina   | 120,000^   |
| Resumos |              |            |
| América Central (IFPI) | Ouro         | 5 000      |
| Europa (IFPI) | 4× Platina   | 4 000 000* |
| Oriente Médio (IFPI Oriente Médio) | Platina      | 6 000^     |
| Mundo | —            | 15 000 000 |
| *números de vendas baseados somente na certificação ^distribuições baseadas apenas na certificação ‡vendas+valores de streaming baseados somente na certificação |              |            |

## Histórico de lançamento
| País           | Data                    | Formato                                          | Editora discográfica                         |
| -------------- | ----------------------- | ------------------------------------------------ | -------------------------------------------- |
| Canadá         | 19 de agosto de 2008    | CD, LP, download digital                         | Universal Music                              |
| Portugal       | 1 de setembro de 2008   | Download digital (edição internacional)          | Universal Music                              |
| Portugal       | 1 de outubro de 2008    | CD                                               | Interscope                                   |
| Portugal       | 29 de dezembro de 2008  | Download digital (edição internacional revisada) | Universal Music                              |
| Austrália      | 5 de setembro de 2008   | CD, download digital (edição padrão)             | Universal Music                              |
| Austrália      | 28 de outubro de 2008   | CD, download digital (edição internacional)      | Universal Music                              |
| Estados Unidos | 28 de outubro de 2008   | CD, LP, download digital                         | Streamline, Kon Live, Interscope, Cherrytree |
| Itália         | 31 de outubro de 2008   | CD, download digital (edição padrão)             | Universal Music                              |
| Itália         | 20 de janeiro de 2009   | CD, download digital (edição internacional)      | Universal Music                              |
| Alemanha       | 2 de dezembro de 2008   | CD, download digital                             | Universal Music                              |
| Reino Unido    | 1 de dezembro de 2008   | CD, download digital                             | Polydor                                      |
| Argentina      | 16 de fevereiro de 2009 | CD                                               | Universal Music                              |
| Espanha        | 24 de fevereiro de 2009 | CD, download digital                             | Universal Music                              |
| Brasil         | 31 de março de 2009     | CD                                               | Universal Music                              |
| Chile          | 4 de maio de 2009       | CD                                               | Universal Music                              |
| Japão          | 20 de maio de 2009      | CD                                               | Universal Music                              |
| Japão          | 20 de julho de 2009     | CD, DVD                                          | Universal Music                              |